# 梅村日奈子
梅村 日奈子（うめむら ひなこ）は、競技麻雀のプロ雀士。麻将連合所属。

## 来歴
埼玉県出身。大学時代に手に取った求人雑誌で、雀荘メンバー募集が目に止まったのが麻雀との出会い。そこで麻雀のゲーム性に惹かれ麻雀にのめり込むようになり、雀荘勤務と並行してオンライン麻雀「天鳳」で実力を蓄えていく。天鳳を通じて交流を持った木原浩一のブログマガジンの購読や直接指導で腕を磨き、「団体のシステムや雰囲気が自分に合っていた」という理由で麻将連合の門を叩き、2017年に麻将連合のツアー選手として登録される。
翌2018年、麻将連合の女流リーグ戦「将妃戦」に挑み初タイトルを獲得（第8期将妃）。翌年も将妃のタイトルを獲得し連覇。
2020年、麻雀ウォッチ シンデレラリーグに初出場すると、予選をAブロック4位でなんとか通過し、プレーオフ1を2位、プレーオフ2を3位、プレーオフ3を2位といずれも通過ギリギリで勝ち上がり、決勝は2-1-4-2のトータル+46.1ポイントで都美らの追撃を退け、シンデレラリーグ初出場初優勝を成し遂げた。2021年も決勝まで勝ち進むが、中山百合子にわずか3.1ポイント及ばず、準優勝に終わった。
2025年1月、認定プロに昇格した。

## 雀風・人物
- スピード重視になりがちなオンライン麻雀出身者には珍しく、副露率が低く守備寄りの雀風が特徴[1]。
- 「流氷の紳士」こと木原浩一に師事していたことからつけられたキャッチフレーズは「流氷のコロポックル」。このキャッチフレーズのせいで北海道出身と思われることが多いという[1]。一方で先輩やファンらからは「うめぴこ」の愛称で呼ばれることも多い。

## 獲得タイトル
- 第8期将妃（2018年）
- 第9期将妃（2019年）
- 麻雀ウォッチ シンデレラリーグ2020 優勝